# Cladochaeta neblina
Cladochaeta neblina är en tvåvingeart som beskrevs av David Grimaldi och Nguyen 1999. Cladochaeta neblina ingår i släktet Cladochaeta och familjen daggflugor.
Artens utbredningsområde är Venezuela. Inga underarter finns listade i Catalogue of Life.